# Lão mai quyền
Lão mai quyền hay Lão mai độc thọ là một trong những bài quyền nổi tiếng của võ cổ truyền của Việt Nam, "thứ nhất Lão mai, thứ hai Ngọc Trản", được lựa chọn đưa vào hệ thống các bài quyền luyện tập bắt buộc của tất cả các môn sinh các võ phái cổ truyền Việt Nam trên toàn quốc.
Tại Hội nghị chuyên môn toàn quốc lần 2 do Liên đoàn võ thuật cổ truyền Việt Nam tổ chức năm 1994 tại Thành phố Hồ Chí Minh, với sự thống nhất của hàng trăm võ sư và các nhà chuyên môn đại diện cho các võ phái cổ truyền, Lão mai quyền đã được chọn cùng với bài Siêu xung thiên, đưa vào hệ thống các bài quốc võ, nâng tổng số các bài được chọn qua hai hội nghị lên 6 bài (tại Hội nghị chuyên môn toàn quốc lần 1 tổ chức năm 1993, có 4 bài được chọn là Hùng kê quyền, Lão hổ thượng sơn, Tứ linh đao và Roi Thái Sơn).

## Lời thiệu
Như hầu hết các bài quyền của võ cổ truyền Việt Nam, Lão mai quyền có lời thiệu là một bài thơ. Bài thiệu rất ngắn gọn, làm theo thể thơ Đường luật:
A. Nguyên văn     
1. Lão mai độc thọ nhất chi vinh
2. Lưỡng túc khinh khinh tấn bộ hoành   
3. Tấn nhất đoản thối hồi lão khởi   
4. Phi nhất thác hoàn thối thanh đình     
5. Tàng nha hổ giương oai thiết trảo     
6. Triển giác long tất lực lôi oanh     
7. Lão hồi,thối tọa,liên ba biến     
8. Hồ điệp song phi,lão bạng xanh     
9. Nguyệt quật song câu lôi điển chấn     
10. Vân tôn tam tảo,hổ,xà thành.
B. Chú giải      
1. Con khỉ trên một nhánh trổ sum suê của cây mai già nhất
2. Hai chân nhẹ nhàng tiến lên,tấn công rồi vòng về     
3. Trì tấn chém một nhát,lui về tư thế khỉ già     
4. Bay đá đẩy một tay,lui lại tư thế con chuồn chuồn     
5. Hổ nhe răng,ra oai giương vuốt sắt     
6. Rồng rung chuyển sừng tấn công hết sức như sấm sét     
7. Khỉ lui trở về, ngồi xuống,hoa sen tàn     
8. Đôi bướm cùng bay,vọp già mở đường sống     
9. Hai tay móc lên như trăng lưỡi liềm,móc xuống như gọng kìm,đá chấn nhanh như sét     
10. Tay khoác như mây,chân quét ba lần,xuất chiêu như hổ,rắn.
C. Dịch thơ
Mai già một cội một cành  Hai chân nhẹ lướt bộ hành tiến lên
Lui về một bước toạ liền  Luân thân tung cước trụ hình nghiêng ngang
Giương oai sức cọp đánh sang
Chuyển mình hồi bộ rồng càng ra uy
Khỉ già núp lóng một khi
Vụt chồm như sóng tức thì đánh lên
Hai bướm bay trước bản tiền
Vầng trăng vằng vặc hai viền móc câu
Liên hồi sấm động sơn đầu
Gom mây ba lượt quét mau hổ xà.

## Đặc điểm
Đây là bài quyền được đánh giá là mang lại cảm hứng đặc biệt cho người luyện tập cũng như khán giả, mô phỏng hình ảnh cây mai già vững chãi mà vẫn uyển chuyển, đơn độc mà vẫn an nhiên tự tại, giàu chất thơ và mỹ cảm nhưng vẫn hàm chứa uy lực vô biên. Bài quyền triển khai thủ pháp bằng những vòng tròn xoay mềm mại như những cánh hoa mai rơi rụng lả tả, xoáy cuộn trong gió đông. Thân pháp là sự kết hợp của các góc xoay đột ngột 90 độ hoặc 180 độ, tạo thăng bằng xoắn linh hoạt, bất ngờ như không có quy luật. Bộ pháp thư thái, phối hợp giữa đinh tấn và trảo mã tấn, càng làm cho thủ pháp và cước pháp biến ảo dị thường, mạnh mẽ nhưng vẫn nhẹ nhàng.